# 猪苗代站
猪苗代站（日语：／ Inawashiro eki */?）位于福岛县耶麻郡猪苗代町大字千代田字扇田，是东日本旅客铁道（JR東日本）管辖的磐越西线上的鐵路車站。

## 历史
- 1899年7月15日 - 作为岩越铁道的車站投入运营[2]。
- 1906年11月1日 - 岩越铁道国有化。
- 1956年3月 - 站房改建[3]。
- 1974年4月 - 绿色窗口开始使用[4]。
- 1987年4月1日 - 国铁分割民营化后成为JR东日本车站。
- 2014年4月1日 - 支持使用Suica[5]。
- 2018年7月1日 - 改為业务委托站[6]。

## 车站结构
侧式站台2台2线的地上车站。站台之间通过跨线桥连接。站房一侧的线路为主要使用线路。
此站是由会津若松站管理、JR东北综合服务运营的业务委托站。绿色窗口营业时间：6:10-20:30。设有简易Suica闸机和自动售票机。

### 站台配置
| 站台 | 路线      | 方向 | 目的地               | 备注           |
| ---- | --------- | ---- | -------------------- | -------------- |
| 1    | ■磐越西线 | 上行 | 磐梯热海、郡山方向   |                |
| 1    | ■磐越西线 | 下行 | 会津若松、喜多方方向 | 通常使用站台   |
| 2    | ■磐越西线 | 下行 | 会津若松、喜多方方向 | 特殊情况下使用 |

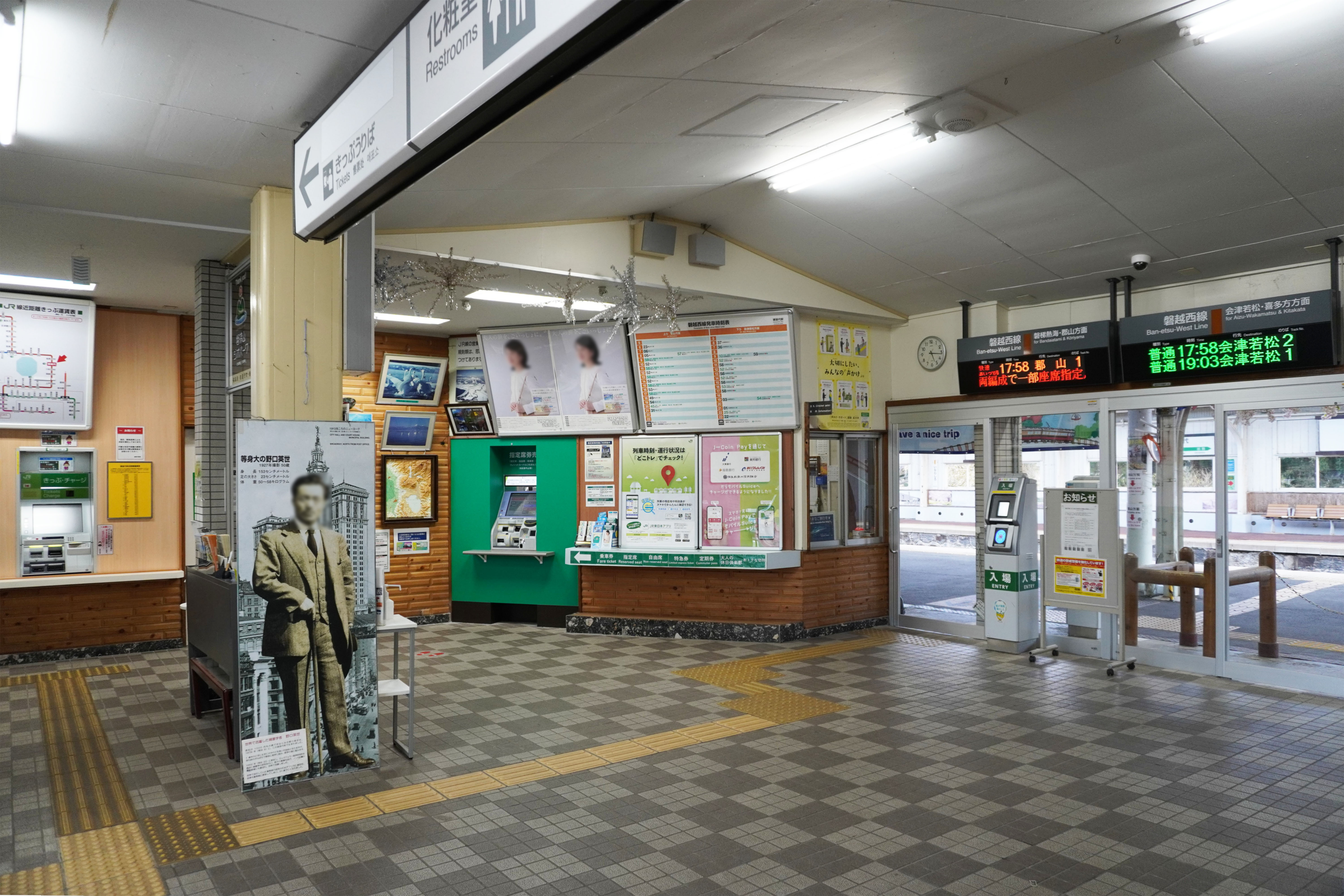
檢票口（2023年4月）
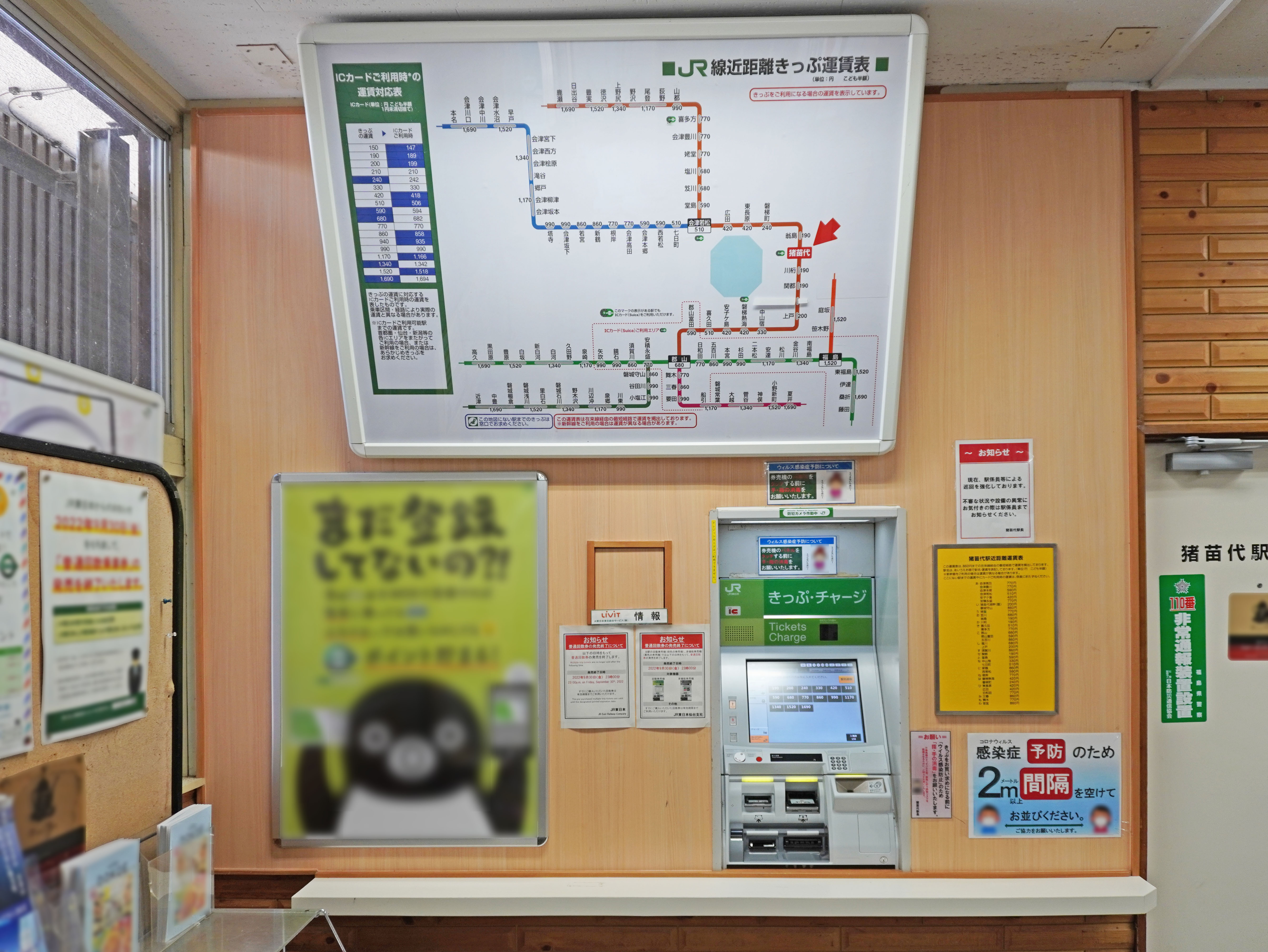
自動售票機（2022年9月）
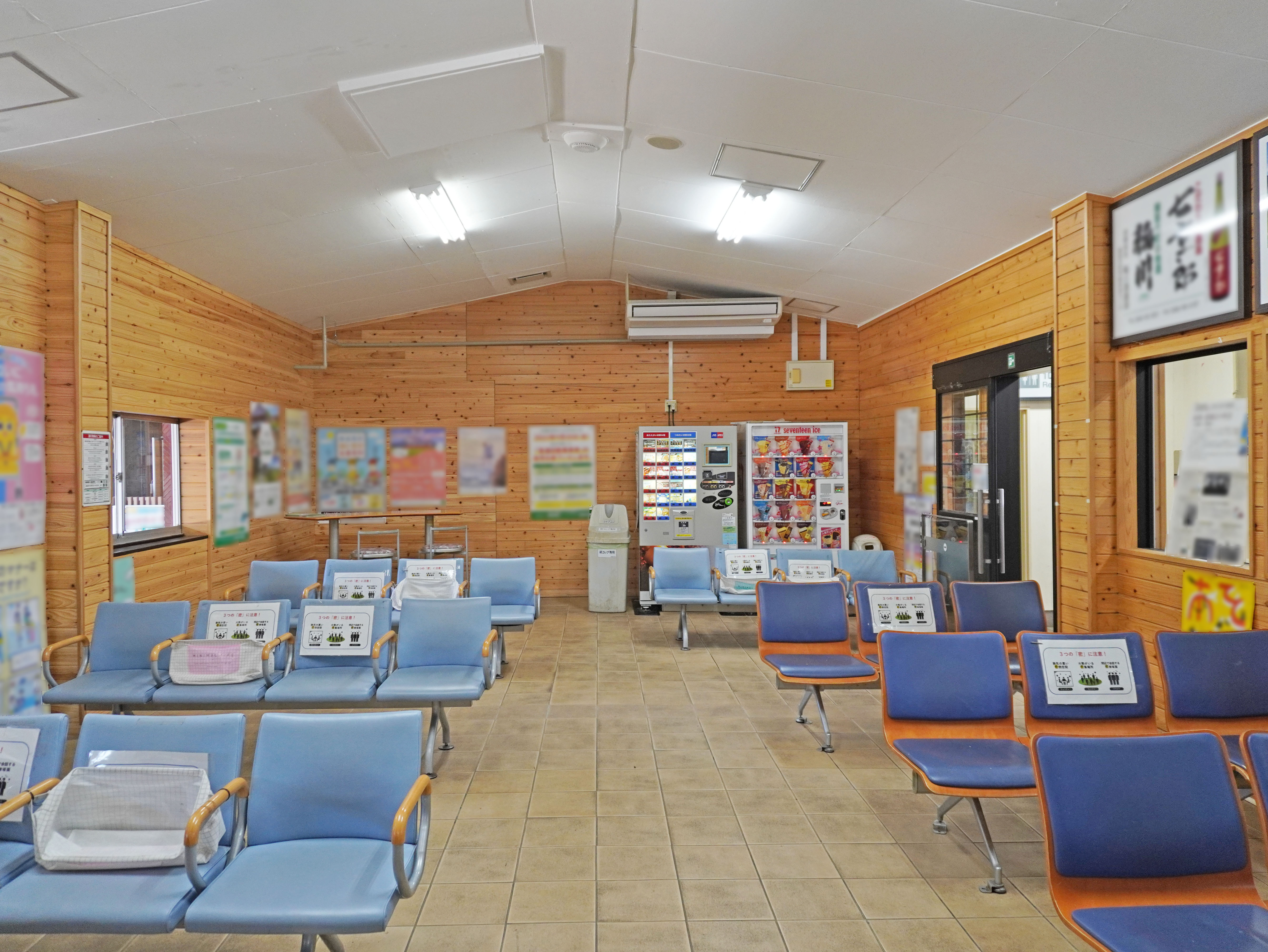
候車室（2022年9月）
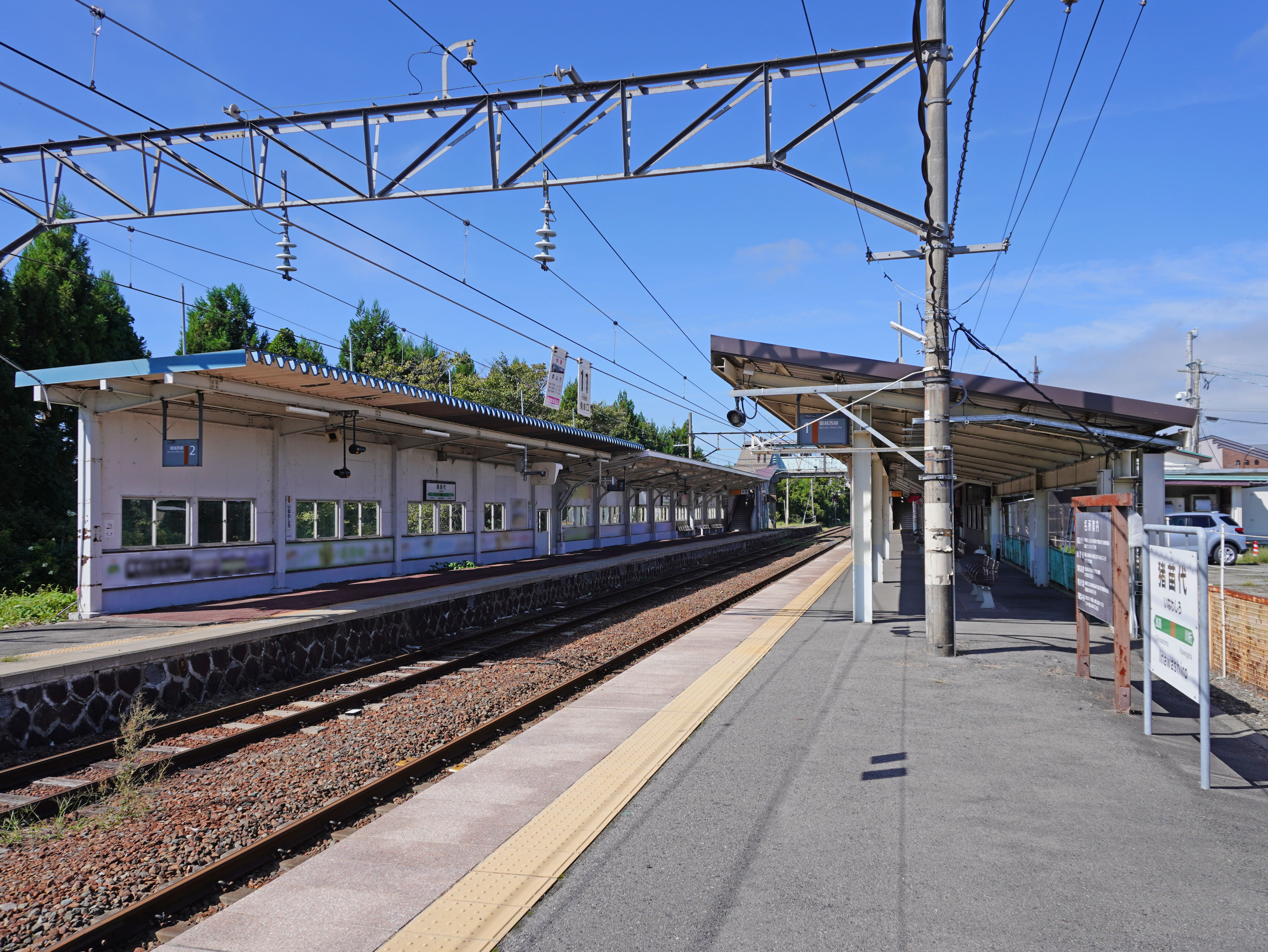
月台（2022年9月）

## 利用状況
据JR东日本统计2017年度（平成29年度）1日平均乘车人数为600人。
| 乘车人数变化       | 乘车人数变化    | 乘车人数变化  |
| 年度               | 1日平均乘车人数 | 备注          |
| ------------------ | --------------- | ------------- |
| 2000年（平成12年） | 847             | [ 客流量 2 ]  |
| 2001年（平成13年） | 830             | [ 客流量 3 ]  |
| 2002年（平成14年） | 807             | [ 客流量 4 ]  |
| 2003年（平成15年） | 785             | [ 客流量 5 ]  |
| 2004年（平成16年） | 798             | [ 客流量 6 ]  |
| 2005年（平成17年） | 804             | [ 客流量 7 ]  |
| 2006年（平成18年） | 784             | [ 客流量 8 ]  |
| 2007年（平成19年） | 743             | [ 客流量 9 ]  |
| 2008年（平成20年） | 702             | [ 客流量 10 ] |
| 2009年（平成21年） | 652             | [ 客流量 11 ] |
| 2010年（平成22年） | 611             | [ 客流量 12 ] |
| 2011年（平成23年） | 551             | [ 客流量 13 ] |
| 2012年（平成24年） | 570             | [ 客流量 14 ] |
| 2013年（平成25年） | 601             | [ 客流量 15 ] |
| 2014年（平成26年） | 582             | [ 客流量 16 ] |
| 2015年（平成27年） | 595             | [ 客流量 17 ] |
| 2016年（平成28年） | 596             | [ 客流量 18 ] |
| 2017年（平成29年） | 600             | [ 客流量 1 ]  |

## 相鄰車站
東日本旅客鐵道
■磐越西線
□快速
磐梯热海－猪苗代－磐梯町
□快速（部分列车）、■普通
川桁－猪苗代－翁岛